# Giannicola di Paolo
Giannicola di Paolo, dit Smicca (Pérouse, vers 1460 - 1544) est un peintre italien de la Haute Renaissance, appartenant à l'école ombrienne, actif entre 1484 et 1544, 

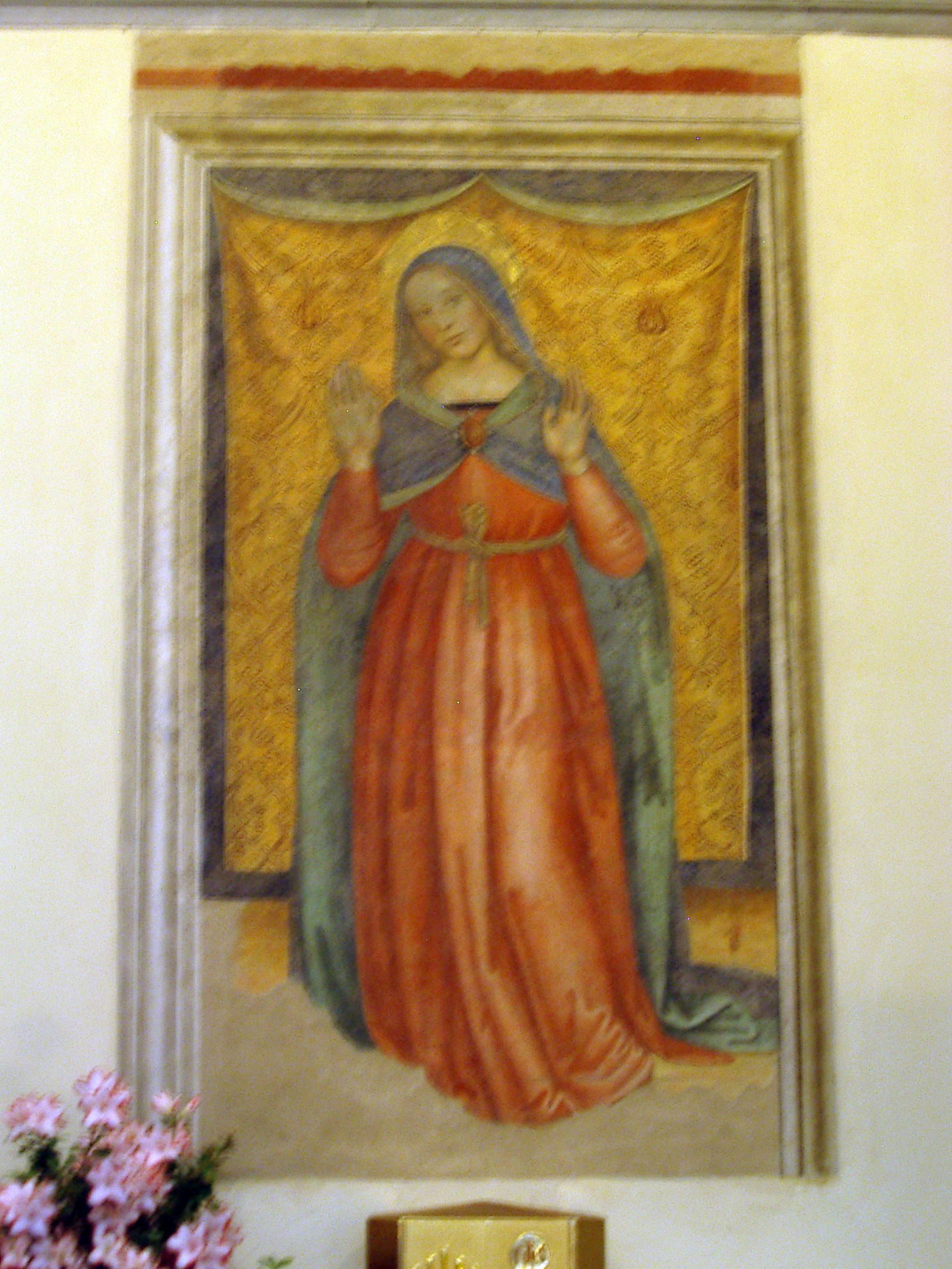
Madonna delle Grazie, fresque, église Sant'Agostino (Pérouse).

## Biographie
Giannicola di Paolo fut un des meilleurs élèves du Pérugin, après Raphaël dont il s'inspire (et à Andrea del Sarto pour l'emploi du sfumato).

## Œuvres
- Madonna in trono e i Santi Giovanni Evangelista, Giovanni Battista, Pietro marire et il beato Giacomo Villa, Duomo de Città della Pieve (initialement à la chapelle du palazzo Vescovile[2])
- Musée de l'Ombrie à Pérouse (salle 28) :
  - La Vierge Marie en attitude d’orante, San'Agostino,
  - Prédelle  des Santi Quattro Coronati (vers  1512) Santa Maria dei Servi
  - San Giovanni Evangelista e la Madonna, la Maddalena e san Sebastiano (1505-1510), chiesa di San Domenico
  - Beata Colomba da Rieti et Pala di Ognissanti (1505-1510), convento di San Domenico
- Vie de saint Jean-Baptiste (1509-1529), Collegio del Cambio, Pérouse
- Pietà, sacristie de l'Oratoire de la Nunziatella, Foligno (fresque endommagée et récemment attribuée)
- Annonciation (1510-1515), collection Samuel Kress, National Gallery of Art, Washington DC
- Annonciation (1544), National Gallery, Londres
- Vierge allaitant avec saint Jean-Baptiste et saint Joseph, musée de Grenoble
- Musée du Louvre, Paris :
  - Adoration des mages, élément d'un retable polyptyque
  - La Vierge et l'Enfant entourés des Quatre Saints couronnés, provenant de Santa Maria dei Servi de Pérouse
  - Le Baptême du Christ, élément d'un retable polyptyque
  - Les Apôtres découvrant le tombeau de la Vierge, élément d'un retable polyptyque
  - Tête de Christ, dessin

Il a également participé à la décoration de la chapelle Saint-Jean-Baptiste du Collegio del Cambio à Pérouse.

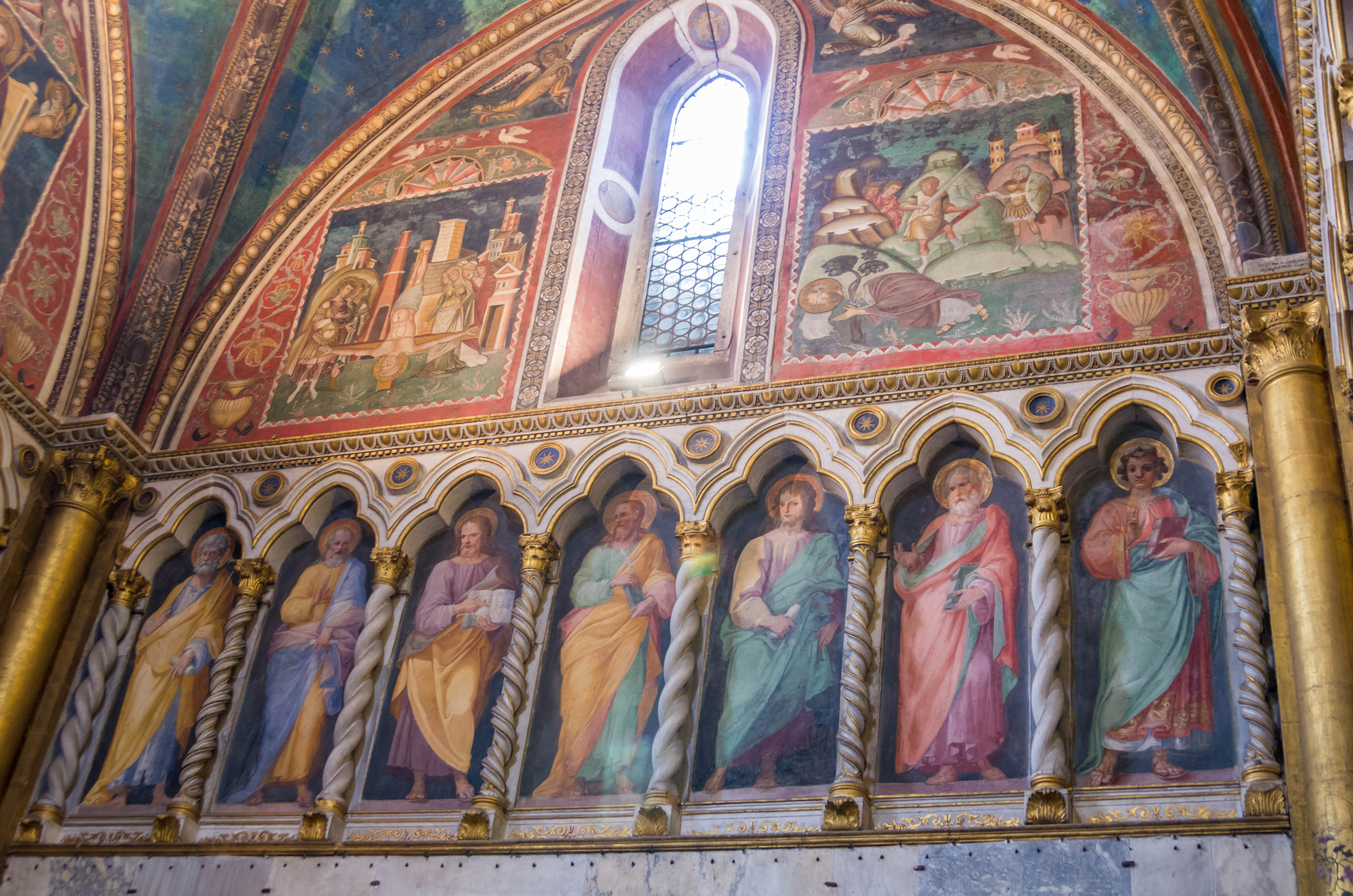
Fresques des saints, Sancta Sanctorum, Rome.
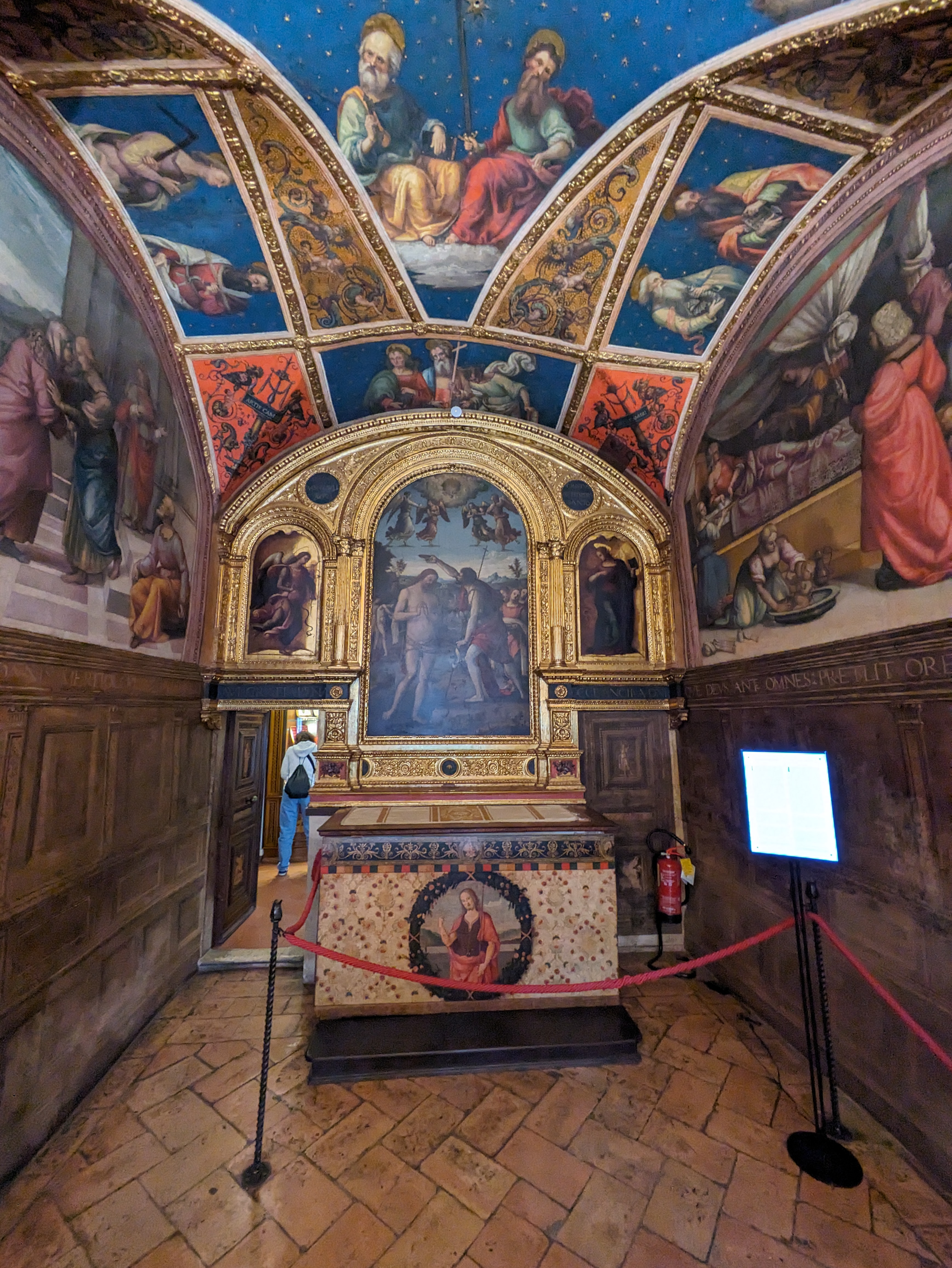
Plafond, chapelle Saint-Jean-Baptiste, Collegio del Cambio, Pérouse.
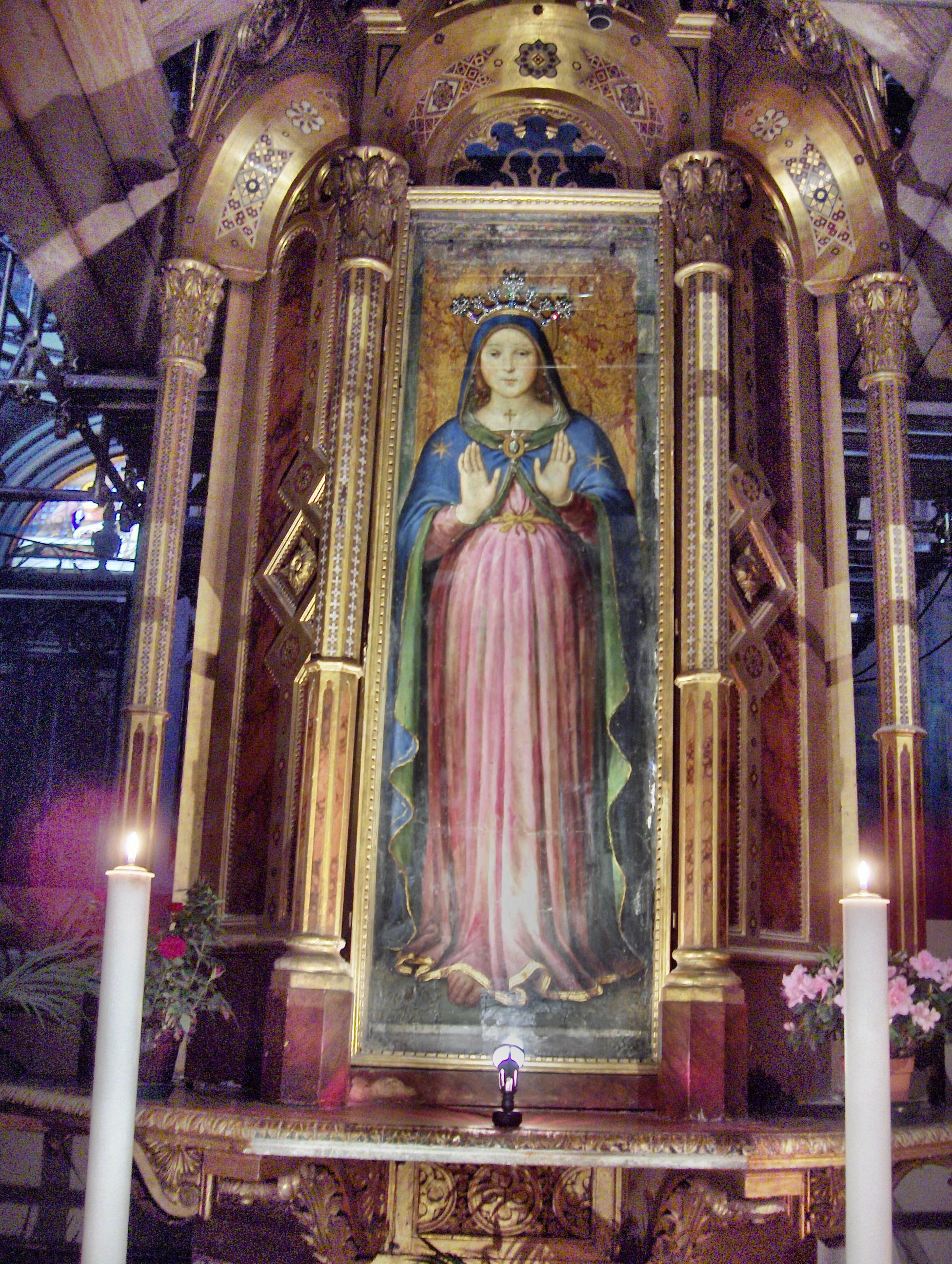
Notre-Dame de Grâce, attribuée, cathédrale Saint-Laurent, Pérouse.
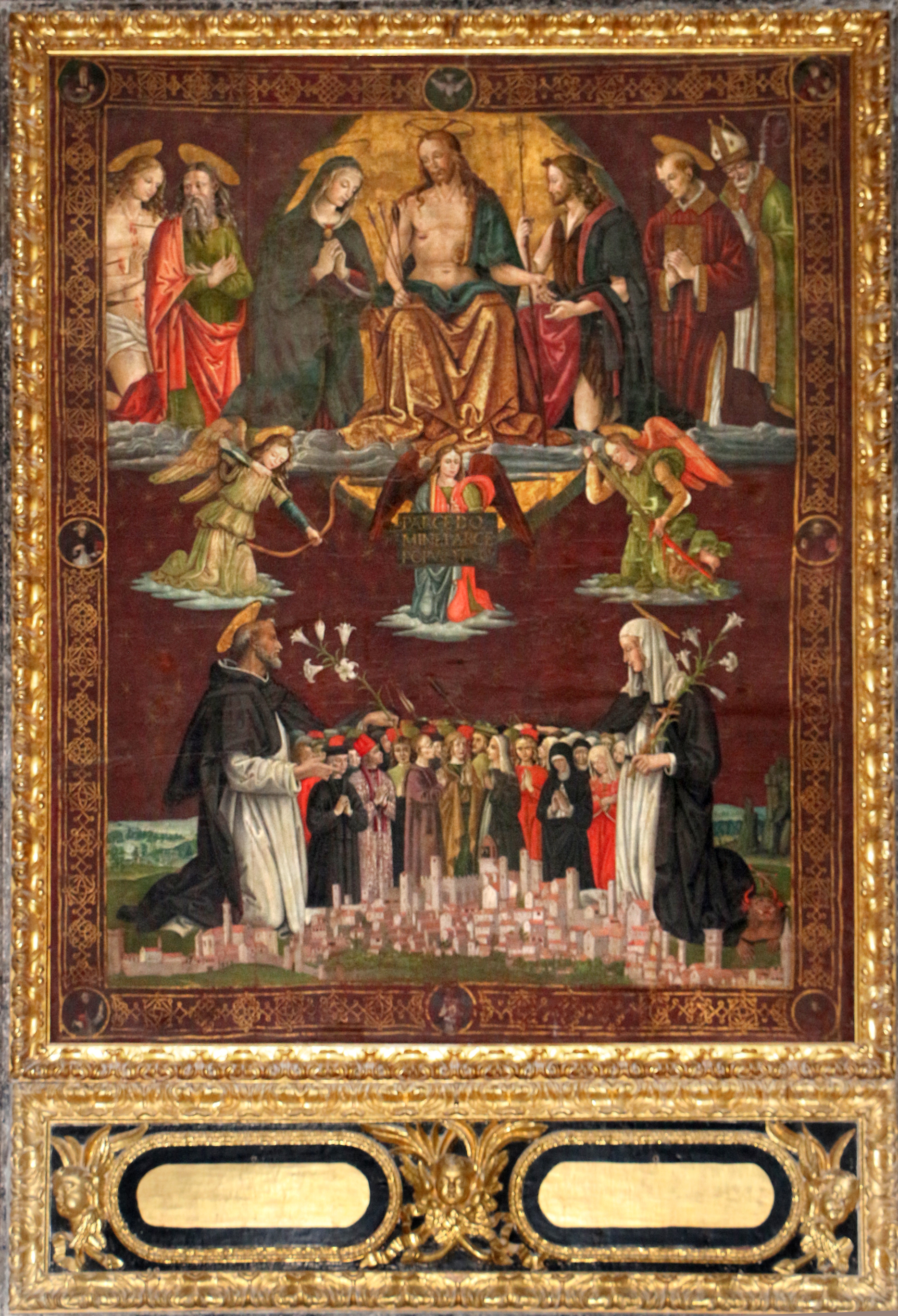
Saint Dominique et sainte Claire intercèdent auprès du Christ, de la Vierge et des saints contre la peste, basilique San Domenico, Pérouse

## voir aussi